# Лигирование по Штаудингеру
Лигирование по Штаудингеру (англ. Staudinger ligation) — модификация реакции Штаудингера, широко применяемая в области химической биологии и биоконъюгации для ковалентного связывания биомолекул с низкомолекулярными метками, а также для мечения клеток в живых организмах. Реакция предложена в 2000 году группой К. Бертоцци. Поскольку участвующие в ней функциональные группы (азид и фосфин) практически не представлены в организмах и не склонны взаимодействовать с природными соединениями, лигирование по Штаудингеру относится к биоортогональным реакциям.

## Биоортогональность
Лигирование по Штаудингеру стало первым примером биоортогональной реакции, способной протекать в клетках живых организмов, не мешая естественным биохимическим процессам. Его открытие произошло в результате поиска химических реакций, протекающих между функциональными группами, которые редко встречаются в биомолекулах и, как следствие, имеют совершенно отличную реакционную способность, нежели наиболее часто встречающиеся природные функциональные группы.
Согласно теории жёстких и мягких кислот и оснований, азид и фосфин относятся к мягким электрофилам и нуклеофилам соответственно, в то время как биомолекулы содержат, в основном, жёсткие нуклеофилы, которые к реакциям с азидами неспособны.
На примере лекарственных препаратов (азидотимидин) было показано, что азиды являются биосовместимыми, а фосфины практически не встречаются в биомолекулах и не восстанавливают дисульфидные связи.

## Механизм
Реакция основана на взаимодействии азида, являющегося мягким электрофилом, и фосфина — мягкого нуклеофила. На первой стадии происходит нуклеофильное присоединение фосфина к терминальному атому азота азидной группы, в результате чего образуется фосфазид 1. Далее через промежуточное образование четырёхчленного цикла 2 фосфазид отщепляет молекулу азота и образует иминофосфоран 3. В классической реакции Штаудингера данная стадия являлась завершающей, после чего иминофосфоран обычно подвергали гидролизу с образованием двух продуктов - амина и оксида фосфина. Модификация, предложенная К. Бертоцци, состоит во введении в один из арильных заместителей фосфина сложноэфирной группы в качестве электрофильной ловушки. В таком случае нуклеофильный атом азота иминофосфорана атакует сложноэфирную группу с образованием бициклического продукта 4. Гидролиз связи P—N даёт один конечный продукт 5, в котором биомолекула и метка связаны посредством прочной амидной связи.

## Бесследовое лигирование по Штаудингеру
Вскоре после появления публикации К. Бертоцци было предложено несколько вариантов лигирования по Штаудингеру, в которых образующийся в реакции оксид фосфина удаляется из конечного продукта путём гидролиза. Такая модификация получила название бесследового (англ. traceless) лигирования по Штаудингеру. С точки зрения химии, удаление оксида фосфина было реализовано путём модификации реагентов таким образом, чтобы фосфин в итоге оказывался в спиртовой части сложного эфира и отщеплялся при атаке нуклеофильного атома азота иминофосфоранового интермедиата.
Группа Р. Т. Рейнса встроила вспомогательный меркаптановый фрагмент в фосфин для переэтерификации тиоэфира защищённой аминокислоты. При введении в реакцию азида образуется иминофосфоран, в результате перегруппировки в котором фосфин отщепляется и далее гидролизуется водой. Данный подход был применён для синтеза пептида и может стать альтернативой нативному химическому лигированию.
Саксон и Бертоцци также предложили свои фосфиновые реагенты для бесследового лигирования по Штаудингеру, продемонстрировав возможности реакции на примере азидсодержащего нуклеозида.
Подобный подход был использован для синтеза гликопротеинов. При этом фосфин вводился в сложноэфирную группу модифицированного углевода, который далее реагировал с азид-содержащим белком с образованием продукта, в котором углевод и белок были связаны прочной амидной связью.

## Применение
Реакция применялась для модификации азид-содержащих биомолекул различными низкомолекулярными метками (биотином, флуоресцентными красителями, пептидом FLAG), а также для конъюгирования пептидов, белков, модификации поверхностей и др.